# Spirits in the Sky
Spirits in the Sky er en uformel supergruppe ledet af Billy Corgan fra Smashing Pumpkins. Bandet blev oprindeligt kaldt sammen i juli 2009 for at spille en mindekoncert for den afdøde Sky Saxon fra The Seeds. Bandet spillede tre sange – et The Seeds-cover, en coversang af "Spirit in the Sky" og en ny sang fra Smashing Pumpkins med titlen "Freak". Bandet bestod af Billy Corgan (sang, guitar), Kerry Brown (slaginstrumenter), Mike Byrne (trommer), Kevin Dippold (guitar), Mark Tulin (bas) og Mark Weitz (keyboard). 
I august 2009 tog bandet på en mindre turné, hvor Ysanne Spevack (violin), Linda Strawberry (kor) og Dave Navarro (guitar) fra Jane's Addiction sluttede sig til bandet. De spillede seks koncerter i Californien, hvor de spillede sange, som Billy Corgan havde skrevet til det kommende Smashing Pumpkins-album, Teargarden by Kaleidyscope, samt coversange af bl.a. The Seeds, Pink Floyd, Velvet Underground, Jethro Tull og Quicksilver Messenger Service.
I september 2009 begyndte arbejdet på Teargarden by Kaleidyscope i Chicago, USA, hvor Corgan blev hjulpet af bl.a. Brown, Byrne, Dippold, Spevack og Tulin. I november 2009 The Backwards Clock Society dannet for én aften til en velgørenhedskoncert, og det bestod af Corgan, Brown og Tulin. 

## Medlemmer
- Kerry Brown – slaginstrumenter, trommer
- Mike Byrne – trommer
- Billy Corgan – sang, guitar
- Kevin Dippold -sang, fløjte, guitar
- Dave Navarro – guitar
- Ysanne Spevack – violin
- Linda Strawberry – sang
- Mark Tulin – bas
- Mark Weitz – keyboard

| Musikgruppe | Spire Denne artikel om en musikgruppe er en spire som bør udbygges. Du er velkommen til at hjælpe Wikipedia ved at udvide den. |